# 8108 Wieland
8108 Wieland (1995 BC16) là một tiểu hành tinh vành đai chính được phát hiện ngày 30 tháng 1 năm 1995 bởi F. Borngen ở Tautenburg.